# Crocidura foetida
Crocidura foetida is een spitsmuis uit het geslacht Crocidura die voorkomt op Borneo. Deze soort heeft drie ondersoorten, waarvan sommige eerder tot C. fuliginosa, andere tot C. baluensis zijn gerekend. Er worden nu drie ondersoorten erkend, maar C. palawanensis van het nabijgelegen eiland Palawan zou een vierde ondersoort kunnen zijn. C. foetida is een middelgrote, donkere spitsmuis. Van de kleine C. monticola, die ook op Borneo voorkomt, kan hij onderscheiden worden door grootte. De scheiding met de iets grotere C. baluensis is iets minder duidelijk, maar deze soorten kunnen worden onderscheiden door de lengte van de vacht (langer bij baluensis), de relatieve lengte van de voeten (langer bij baluensis), het aantal borstelharen op de staart (minder bij baluensis) en het contrast tussen rug- en buikvacht (minder bij baluensis). De kop-romplengte bedraagt 65 tot 100 mm, de staartlengte 60 tot 83 mm, de achtervoetlengte 13,4 tot 16 mm en de schedellengte 22,3 tot 24,1 mm. Het karyotype bedraagt 2n=38, FN=56-58.
Er zijn drie ondersoorten:
- Crocidura foetida foetida (laaglanden van Borneo)
- Crocidura foetida doriae (bergen van Sarawak en Sabah)
- Crocidura foetida kelabit (Kelabit-hooglanden in Sabah)